# 梅若万三郎 (初世)

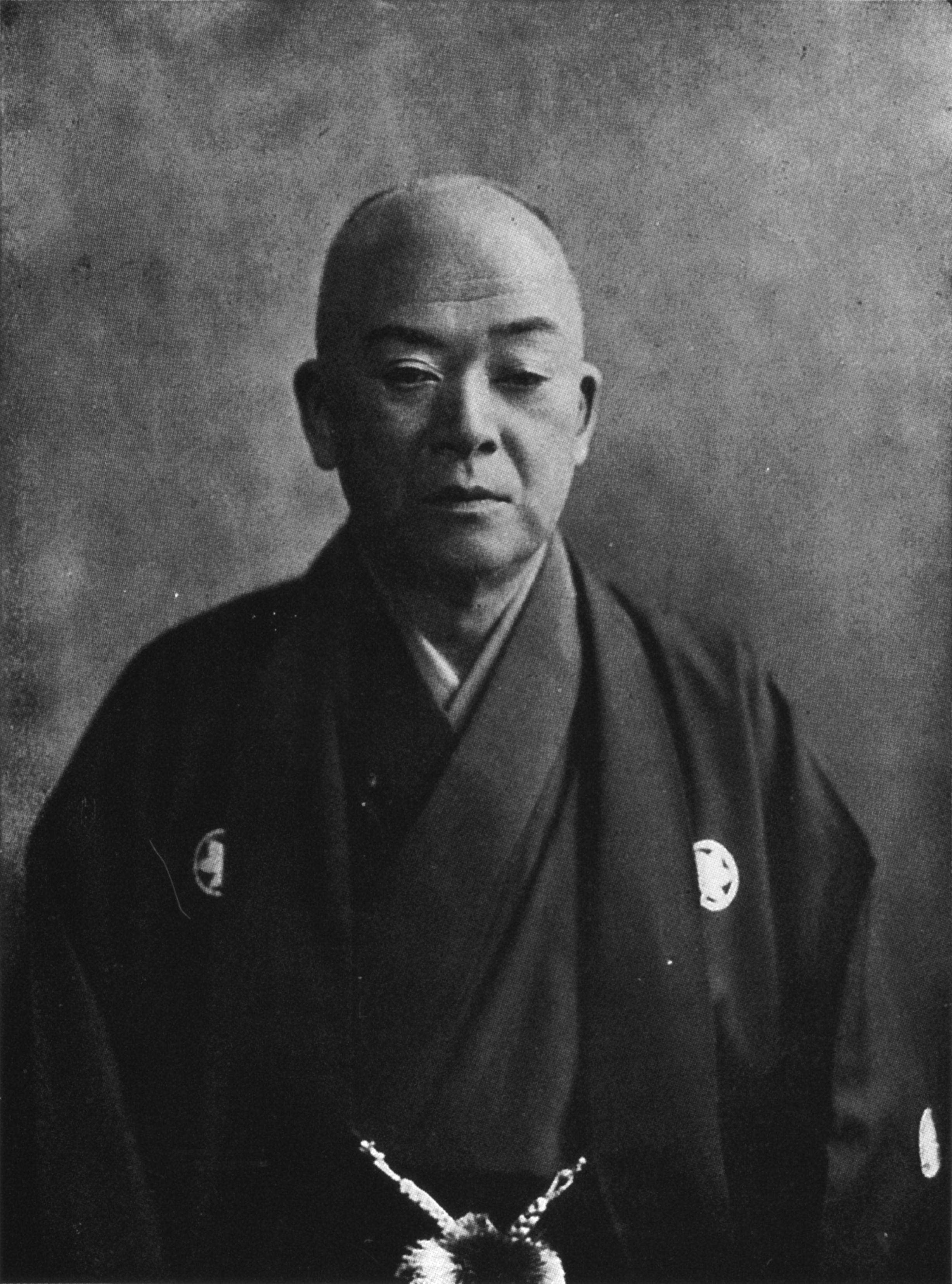
初世梅若万三郎

初世梅若万三郎（しょせい うめわか まんざぶろう、1869年1月3日（明治元年11月21日） - 1946年（昭和21年）6月29日）は、観世流能楽師。

## 人物

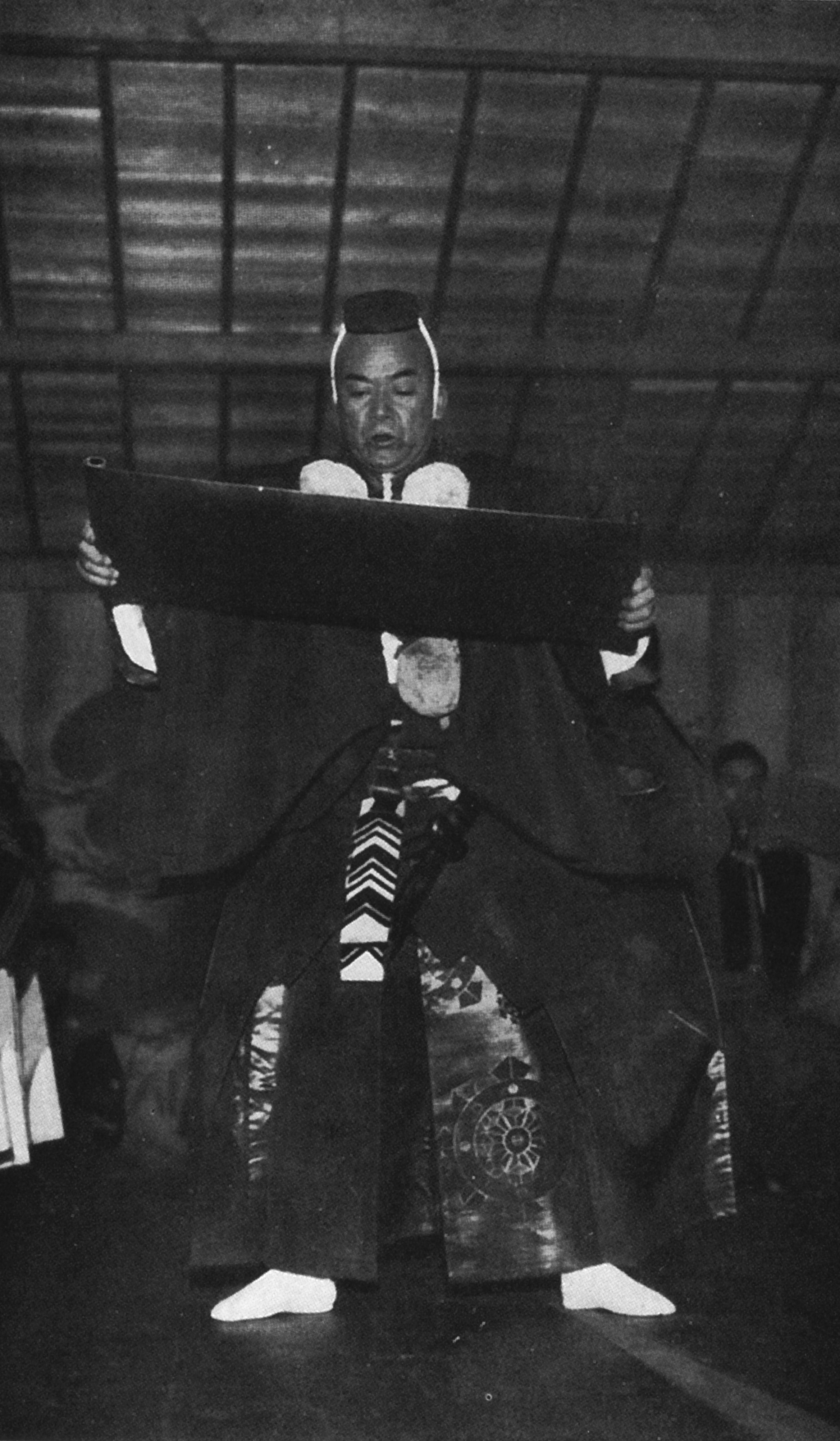
「安宅」。最も数多く舞った得意曲であった

東京生まれ。明治の三名人といわれた初世梅若実の長男。父に師事して道統を継いだ。梅若吉之丞家を継承。弟に梅若六郎、子に梅若万三郎 (2世)、梅若猶義。
1921年（大正10年）いわゆる観梅問題のもつれから、六郎、観世銕之丞らとともに梅若流として独立。宗家となるが、1933年（昭和8年）1月観世流に復帰。1937年（昭和12年）宝生新と帝国芸術院創立とともに会員。1944年（昭和19年）朝日文化賞受賞。1946年（昭和21年）文化勲章受章。
その芸風は「目利きにも目利かずにも訴える」「華麗で輪郭の大きい強靱な演技」と評される。野上豊一郎は世阿弥の言葉を引き、「寿福増長の人」と最大限の賛辞を送った。「明治の三名人」（梅若実、櫻間伴馬、宝生九郎）亡き後の第一人者で、宝生新とともに「明治、大正、昭和にかけての名人」と目される。

## 著書
- 『能楽随想　亀堂閑話』（積善館、1938年）
- 『万三郎芸談』（積善館、1946年）

## 参考書籍
- 梅若万三郎『能楽随想　亀堂閑話』（玉川大学出版部、1995年〈再版〉）
- 西野春雄・羽田昶『能・狂言事典』（平凡社、1987年）
- 香西精『能謡鑑賞』（檜書店、1981年）